# Sophialaan 23-25 (Baarn)
De dubbele villa Sophialaan 23-25 is een beschermd gemeentelijk monument in Baarn, in de provincie Utrecht.
Het pand staat net als Sophialaan 27-29 aan het begin van de straat bij de Van der Heydenlaan. De bogen, dwarsbanden en hoekstenen zorgen voor een neorenaissancestijl die in de bouwperiode mode was. De asymmetrische voorgevel heeft aan de linker topgevel een erker met balkon. Het bovenste venster van de gevel heeft een asymmetrische boogvorm die ook wel in de jugendstil werd toegepast.
De rechter topgevel heeft een Frans balkon.